# Jahfah
Jahfah är en klan i Liberia.   Den ligger i regionen Montserrado County, i den västra delen av landet, 28 km norr om huvudstaden Monrovia.